# 제47회 베를린 국제 영화제
제47회 베를린 국제 영화제는 1997년 2월 13일에 열린 시상식이다.

## 수상 및 후보

### 황금곰상
- 래리 플린트 - 밀로스 포만 수상

### 은곰상:심사위원상
- 늦은 밤 - 스테파니 조던 외 2명 수상

### 은곰상:감독상
- 제마 항구 - 에릭 유망 수상

### 은곰상:여자연기자상
- 잉글리쉬 페이션트 - 줄리엣 비노쉬 수상

### 은곰상:남자연기자상
- 로미오와 줄리엣 - 레오나르도 디카프리오 수상

### 은곰상:예술공헌상
- 범죄의 계보 - 라울 루이즈 수상

### 황금곰상:단편영화상
- 더 레이티스트 뉴스 - 페르 칼손 수상

### 황금곰상:명예황금곰상
- Kim Novak 수상

### 은곰상:알프레드 바우어상
- 로미오와 줄리엣 - 바즈 루어만 수상

### 은곰상:공헌상
- 버드가의 섬 - 지그뉴 프레이즈너 수상

### 베를린카메라상
- Lauren Bacall 수상
- Ann Hui 수상
- Armin Mueller-Stahl 수상
- Franz Seitz 수상

### 블루 엔젤상
- 내 마음의 비밀 - 몽소 아르멘다리즈 수상